# Gente (programa de TV)
Gente va ser un programa de Televisió Espanyola emès des del 16 d'octubre de 1995 fins al 9 de setembre de 2011, que s'emetia de dilluns a divendres de 20.00 a 21.00 hores.

## Format
L'estructura del programa es basava en l'avanç d'una notícia per la presentadora, seguit d'un petit reportatge de no més de cinc minuts sobre l'assumpte en qüestió.
Al principi, el programa comptava amb dues parts diferenciades. En la primera mitja hora es feia un repàs de la crònica de successos del dia i en la segona mitja hora es mostrava la actualitat social. En l'última etapa del programa, parlava i mostrava a més de successos, la vida de la gent així com els seus costums quotidians prescindint en la majoria de vegades de les notícies relacionades amb el món del cor.

## Presentació
Va començar sent presentat per Samuel Martín Mateos fins a finals de 1995, Pepa Bueno de 1996 fins a 2004 i Jose Toledo de 1995 fins a juliol de 2000.
María José Molina, des de setembre de 2004, i la model i actriu catalana Sonia Ferrer González, des de juliol de 2000, copresentaren aquest espai de successos i crònica social.
A partir del 25 agost de 2008 va ser María Avizanda qui es va fer càrrec del programa fins al seu final.
Al llarg dels anys, el programa en períodes vacacionals, ha estat presentat per nombroses cares de TVE com Yolanda Vázquez (1998-2000), Alicia Santolaya (2004), Gema Balbás (2005), Raquel Martínez (2007), Lara Siscar Peiró (2009-2010) o Elena S. Sánchez (2011).

## Curiositats
El programa va començar en 1995 amb el nom de «Gente en cartelera» dedicat al món del cinema i el gener de 1996 passo a emetre's en directe des dels Estudios Buñuel. Va escurçar el seu nom quedant-se només amb el títol de «Gente» i incloent en el seu contingut els espectacles, la crònica social i els successos esdevinguts al país dia rere dia. El programa va acumular 3.860 emissions, com es va donar a conèixer en l'últim reportatge del programa especial de comiat, el 9 de setembre de 2011.
És un dels pocs espais que s'han emès en els tres estudis més importants d'RTVE:
Estudis Buñuel (1995-1997), Torrespaña (1998-2008) i l'Estudi 1 de Prado del Rey (2008-2011)